# Angerhof (Absberg)
Angerhof ist ein Gemeindeteil des Marktes Absberg im Landkreis Weißenburg-Gunzenhausen (Mittelfranken, Bayern). Angerhof liegt in der Gemarkung Absberg.

## Lage
Der Weiler liegt im Fränkischen Seenland, an einem Hang südlich von Absberg auf einer Höhe von ca. 415 m ü. NHN und unweit des Kleinen Brombachsees. Ursprünglich nur aus wenigen Häusern bestehend, ist er durch Siedlungstätigkeit mittlerweile räumlich mit dem Hauptort und dem südwestlich liegenden Gemeindeteil Fallhaus verschmolzen. Im Osten führt die Kreisstraße WUG 1 vorbei.

## Baudenkmäler
- Scheune